# 412 Elisabetha
412 Elisabetha là một tiểu hành tinh lớn ở vành đai chính. Nó được Max Wolf phát hiện ngày 07/01/1896 ở Heidelberg và được đặt tên là Elisabeth Wolf, theo tên của mẹ Max Wolf.